# Rim Sartori
Rim Sartori, artiestennaam van Elisabeth Riemada Panhuijsen, (Amsterdam, 23 maart 1933 – 18 maart 2025) was een Nederlandse schrijfster en dichteres. Sartori was de achternaam van haar moeder. Haar eerste dichtbundel, Zoals de wind wil waaien, strooi hier en daar confetti om mij heen, gaf ze in 2001 in samenwerking met Studio '86 uit. Samen met Ivo Winnubst (grafische vormgever en kunstenaar) en Rim Sartori brachten zij "WOORDKUNSTWOORD" uit, bij Uitgeverij d´jongeHond in 2010.
Sartori was getrouwd met John Kraaijkamp sr.. Met hem kreeg zij twee kinderen, Johnny Kraaijkamp jr. en Ellis Signe Kraaijkamp. Sartori huwde na haar scheiding van Kraaijkamp met Jan Hilbrand Oosterbaan. Zij werd op 17 april 2012 door burgemeester Annemarie Jorritsma benoemd tot ereburgeres van Almere.
Sartori overleed op 18 maart 2025 op 91-jarige leeftijd, vijf dagen voordat ze haar 92e verjaardag zou hebben gevierd.